# شهدخوار تیره
شهدخوار تیره (نام علمی: Cinnyris fuscus) یک گونه از پرندگان خانواده شهدخواران است. این شهدخوار به نسبت کدر در ساوانای خشک، بیشه‌ها و بوته‌زارها (مانند کارو) در آنگولا، بوتسوانا، نامیبیا و آفریقای جنوبی است.

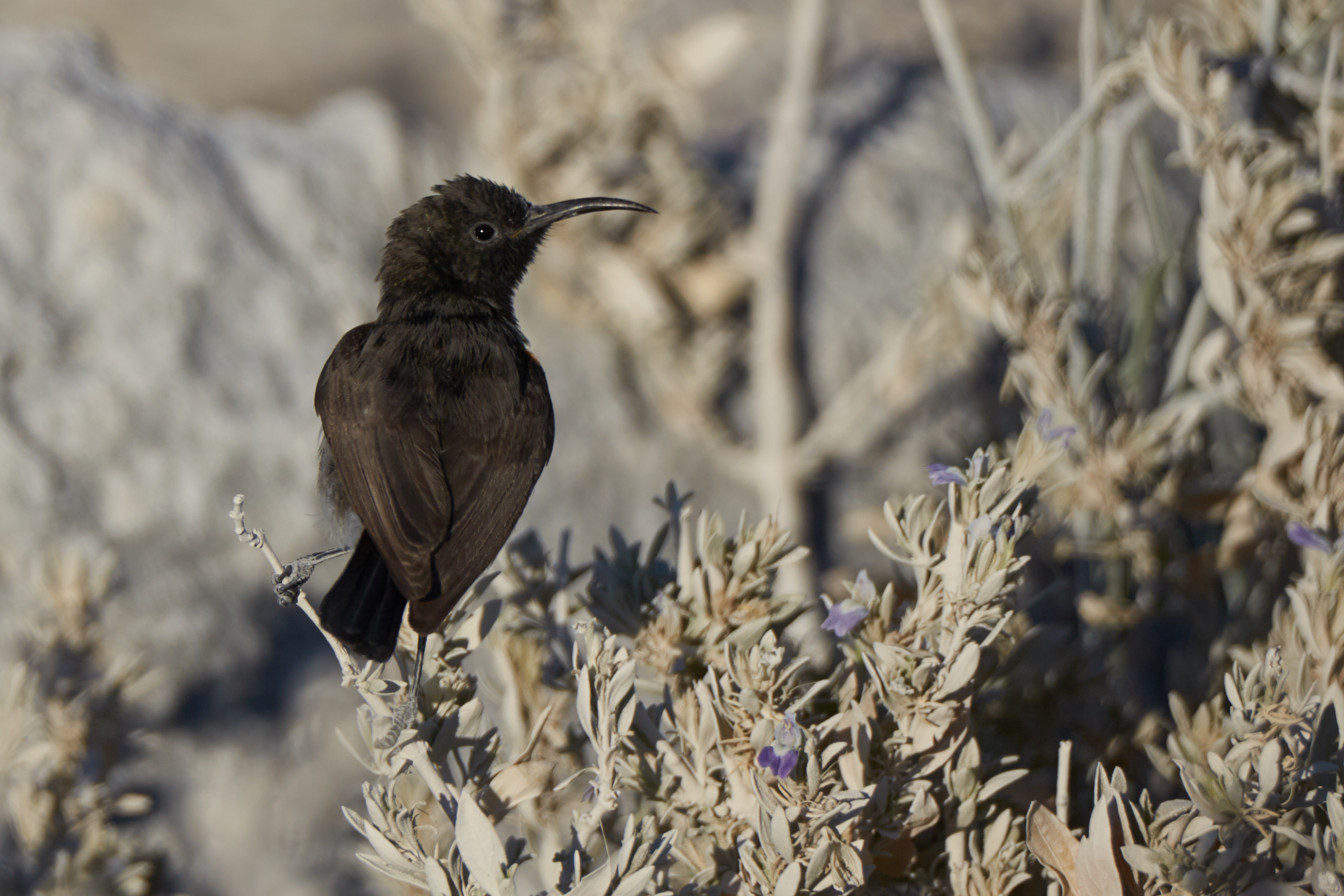
شهدخوار تیره نزدیک حَلالی در پارک ملی اتوشا، نامیبیا